# ハノーバー・スクエア (マンハッタン)

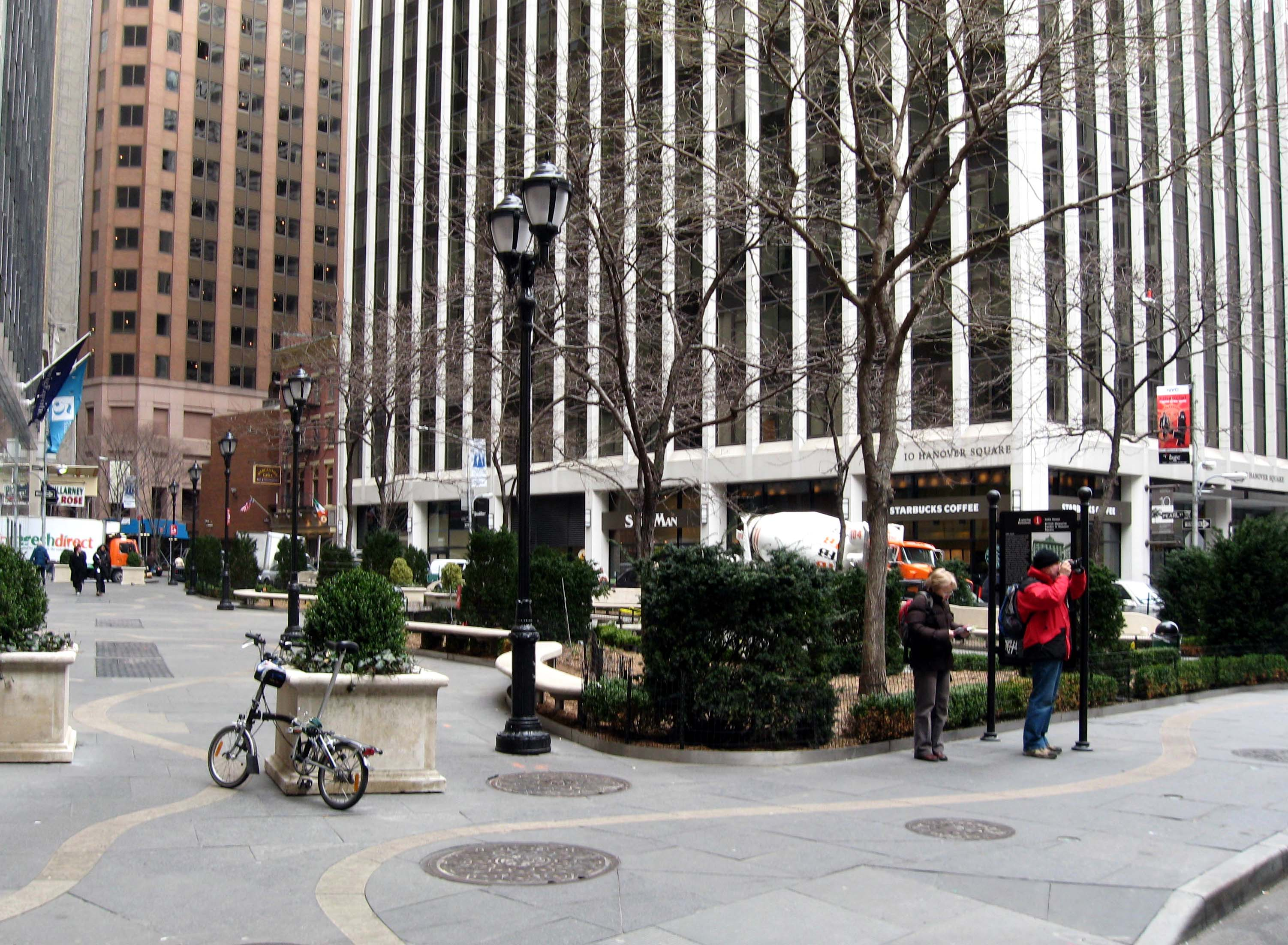
東側

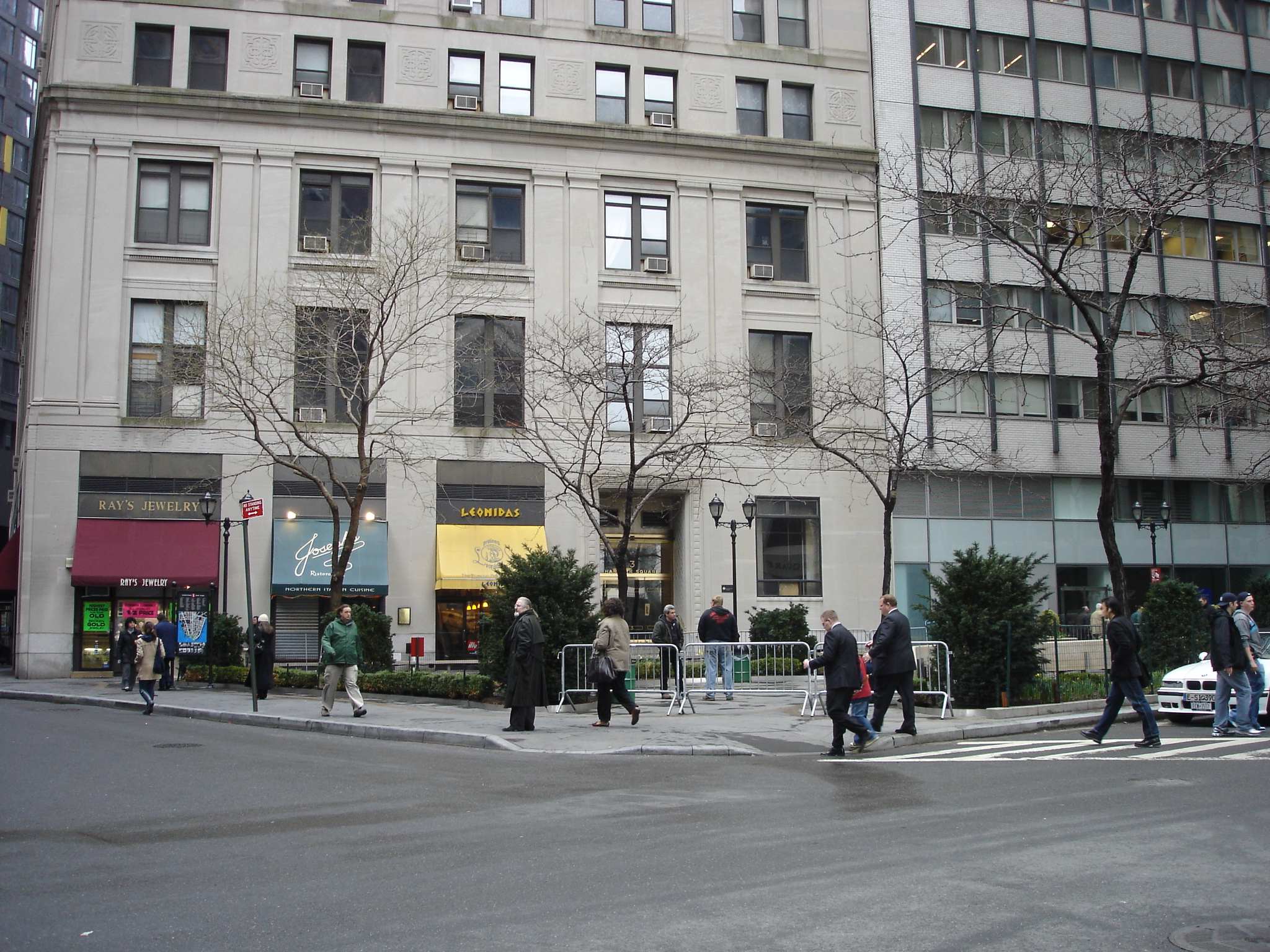
北側

ハノーバー・スクエア(Hanover Square)は、ニューヨーク・マンハッタン区フィナンシャル・ディストリクトにある三角形の区画で、公園がある。パール・ストリート、歩行者専用のストーン・ストリート、ウィリアム・ストリートまで続く同名の通りに区切られ、周囲の建物のほとんどは主に商業用である。本区画のポケットパークはニューヨーク市公園課によって管理され、面積は227平方メートルである。

## 歴史
ここはジョージ1世が即位した1714年、ハノーバー家にちなみ命名された。
長年ここはニューヨークの商品市場の中心で、1ハノーバー・スクエアにニューヨーク・コットン取引所、南西の角にニューヨーク・ココア取引所（現ニューヨーク商品取引所）があり、そのほかにも近くに多くの施設があった。ここは「印刷屋の区画」としても知られた。ニューヨーク大火は1835年12月16日にここで発生し、ロウアー・マンハッタンの大半を焼いた。綿取引所があった3ハノーバースクエアと公的機関があった10ハノーバースクエアは居住区に転換された。
1878年から1950年までIRT3番街線はこの高架にハノーバー・スクエア駅を設けた。廃駅に伴い、1951年11月、本地の公園は公園専用地になった。
2008年6月、エリザベス2世庭園(当初はハノーバー・スクエア・ブリティッシュ・ガーデン)が開園した。同時多発テロで死去した英連邦王国民を追悼する公園が、2011年9月11日に追加で公園としての指定を受けた。エリザベス2世は2010年7月にここを訪ねていた。

## 交通
ニューヨーク地下鉄の最寄り駅は以下の通りである。
- ウォール・ストリート駅 (IRTブロードウェイ-7番街線)
- ブロード・ストリート駅 (BMTナッソー・ストリート線)
- サウス・フェリー/ホワイトホール・ストリート駅
- ウォール・ストリート駅 (IRTレキシントン・アベニュー線)

IND2番街線の第4期延伸計画では、ここを地下鉄が通る予定である。